# Diamante Eagle

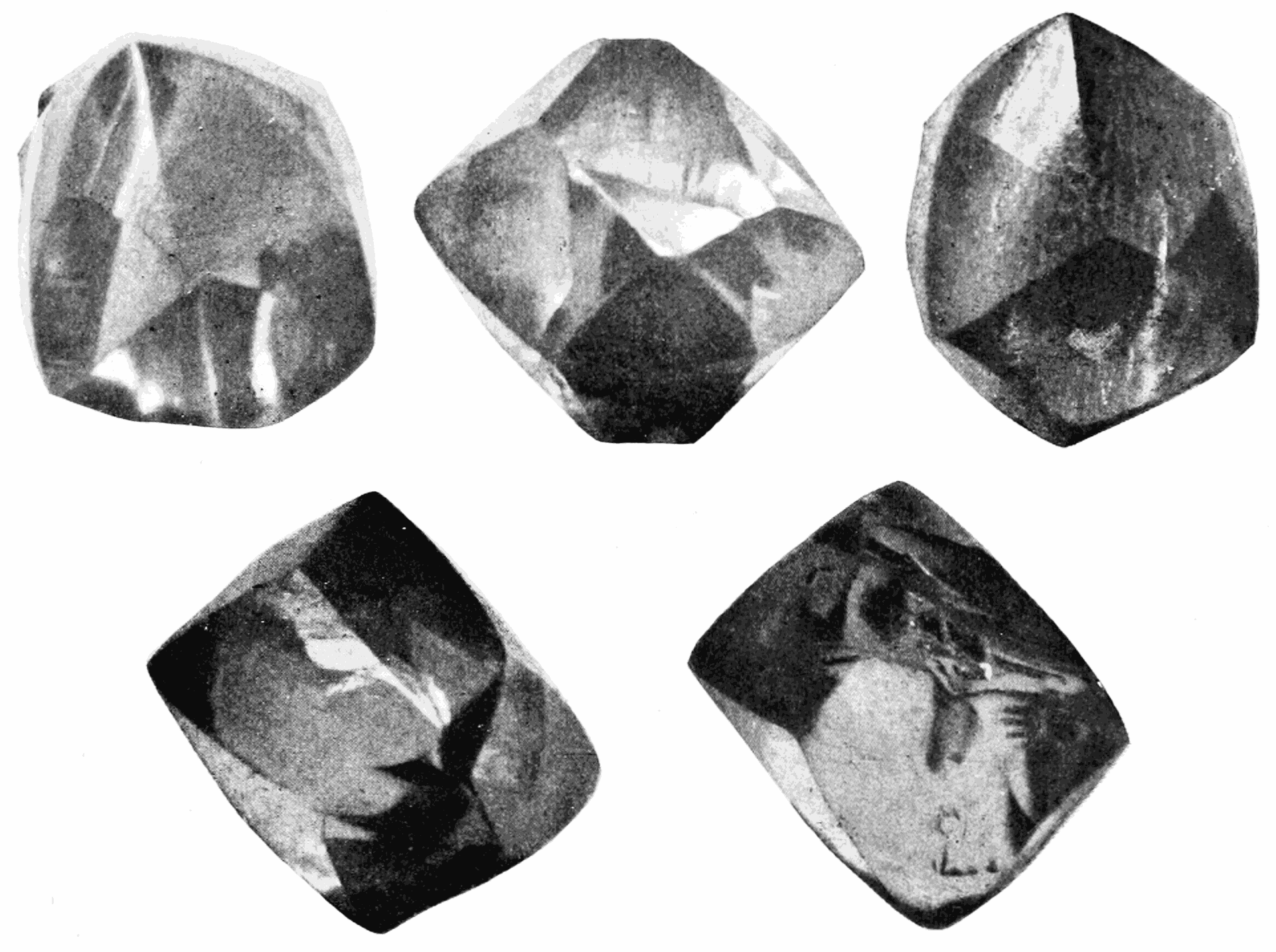
L'Eagle Diamond visto da cinque angolazioni differenti

Il diamante Eagle, (Eagle Diamond) fu scoperto a Eagle, Wisconsin, Stati Uniti d'America nel 1876, da un contadino di nome Charles Wood mentre stava scavando un pozzo.
La terra dove stava scavando non era la sua, era di proprietà di Thomas Deveraux; Charles e sua moglie Clarissa erano solo affittuari.
Charles ritenne che la pietra non fosse molto preziosa, per il suo colore giallo caldo, e la dimensione piuttosto grande: 16,5 carati, pari 3,25 grammi), pensò che potesse essere una specie di topazio.
Quando, qualche anno più tardi la famiglia di Charles ebbe difficoltà economiche Clarissa vendette la pietra grezza per un dollaro a Samuel B. Boynton di Milwaukee. 
Qualche tempo dopo la vendita, Boynton fece valutare la pietra a Chicago, e da questo si seppe che si trattava di un diamante giallo, con un valore di circa 700 dollari del tempo.
Boynton vendette il diamante a Tiffany di New York, per 850, e lì rimase fino alla prima guerra mondiale.
In seguito J.P. Morgan acquistò il diamante, e ne fece dono al Museo Americano di storia naturale di New York.
La donazione di Morgan fu messa in mostra nel museo con altri gioielli, la Star of India ed il Delong Star Ruby, fino a quando le pietre furono rubate il 29 ottobre 1964 da Jack "Murph the surf" Murphy, ed i suoi due complici, Allen Kuhn e Roger Clark.
In breve tempo, essendo Jack ben noto alle forze di polizia, i tre furono catturati, e quasi tutte le pietre furono ricuperate, ma non il diamante Eagle, che essendo di maggior valore era stato rapidamente ceduto e tagliato in pietre più piccole, a loro volta vendute, quindi come tale non esiste più.
Al tempo della scoperta fu uno dei diamanti più grandi trovati nel territorio degli Stati Uniti Continentali.
È curioso il fatto che il luogo del ritrovamento non è adiacente ad alcun giacimento naturale diamantifero. Si ritiene che la gemma sia stata trascinata nel sui sito di scoperta nel Wisconsin sud orientale, dal trascinamento effettuato dai ghiacciai in una delle passate ere glaciali.
La scomparsa del diamante originale rende oggi impossibile indagare sul suo punto reale di origine, ma diversi tubi di kimberlite sono stati scoperti nei Territori del Nordovest del Canada.